# FK Kozara Gradiška
El Fudbalski Klub Kozara Gradiška (serbi ciríl·lic: ФK Koзapa) és un club de futbol bosnià de la ciutat de Gradiška.

## Història
El club fou fundat l'any 1945. Jugà a la primera divisió de Bòsnia i Hercegovina la temporada 2002-03. Descendí a la primera divisió de la Republika Srpska (segona categoria), on hi romangué entre 2003 i 2011. Aquesta temporada tornà a ascendir a la Primera Divisió, on jugà la temporada 2011-12 essent 16è classificat i descendit novament.

## Palmarès
- Lliga de la Republika Srpska:
  - 2010-11
- Copa de la Republika Srpska:
  - 1993-94, 1999-00, 2000-01